# Sukcinat—citramalat KoA-transferaza
Sukcinat—citramalat KoA-transferaza (EC 2.8.3.7, itakonat KoA-transferaza, citramalat koenzim A-transferaza, sukcinil koenzim A-citramalil koenzim A transferaza) je enzim sa sistematskim imenom sukcinil-KoA:citramalat KoA-transferaza. Ovaj enzim katalizuje sledeću hemijsku reakciju
sukcinil-KoA + citramalat {\displaystyle \rightleftharpoons } sukcinat + citramalil-KoA
Itakonat takođe može da deluje kao akceptor.

## Literatura
- Nicholas C. Price; Lewis Stevens (1999). Fundamentals of Enzymology: The Cell and Molecular Biology of Catalytic Proteins (Third изд.). USA: Oxford University Press. ISBN 019850229X.
- Eric J. Toone (2006). Advances in Enzymology and Related Areas of Molecular Biology, Protein Evolution (Volume 75 изд.). Wiley-Interscience. ISBN 0471205036.
- Branden C; Tooze J. Introduction to Protein Structure. New York, NY: Garland Publishing. ISBN 0-8153-2305-0.
- Irwin H. Segel. Enzyme Kinetics: Behavior and Analysis of Rapid Equilibrium and Steady-State Enzyme Systems (Book 44 изд.). Wiley Classics Library. ISBN 0471303097.

## Spoljašnje veze
- Succinate---citramalate+CoA-transferase на 